# Jaime Carner
Jaime Carner Romeu ou alors en catalan, Jaume Carner i Romeu (El Vendrell, 22 février 1867 - Barcelone, 26 septembre 1934) est un avocat et un homme politique catalan qui est Ministre de l'Économie et des Finances sous le troisième gouvernement Azaña.